# 흰귀목화쥐
흰귀목화쥐(Sigmodon leucotis)는 비단털쥐과에 속하는 남아메리카 설치류이다. 멕시코에서만 발견된다.